# John Love
John Love (n. 7 decembrie 1924, Bulawayo, Rhodesia de Sud – d. 25 aprilie 2005, Bulawayo, Zimbabwe) a fost un pilot de Formula 1. De-a lungul carierei a luat startul în 9 curse, niciuna din pole-position. Nu a câștigat nicio cursă și a terminat o singură dată pe podium, acumulând 6 puncte în întreaga activitate ca pilot de Formula 1.